# Thetidia sardinica
Thetidia sardinica is een vlinder uit de familie spanners (Geometridae). De wetenschappelijke naam is voor het eerst geldig gepubliceerd in 1934 door Schawerda.
De soort komt voor in Europa.